# Edmund Brooke Alexander
Pour les articles homonymes, voir Alexander.
Edmund Brooke Alexander (né le 6 octobre 1802 à Haymarket dans le comté de Prince William, Virginie, et décédé le 3 janvier 1888 à Washington) est un brigadier-général de l'Union. Il est enterré à Saint Paul dans l'État du Minnesota.

## Avant la guerre de Sécession
Edmund Brooke Alexander est diplômé de West Point en 1823.
Il a servi le long de la frontière américaine et a combattu lors de la guerre du Mexique lors des batailles de Cerro Gordo, de Contreras et de Churubusco.
Il est promu capitaine le 7 juillet 1838.
Il est promu major (chef de bataillon) le 18 avril 1847, puis lieutenant-colonel le 20 août 1847.
Il est promu colonel le 3 mars 1855 et prend le commandement du 10th United States Regular Infantry à sa création.
Il participe alors à la campagne dite de l'Utah, impliquant les mormons, où son commandement est sévèrement critiqué par certains officiers qui se plaignent de son indécision.

## Guerre de Sécession
Au début de la guerre civile, Edmund Brooke Alexander est adjoint par intérim du prévôt général de la ville de Saint Louis dans le Missouri. Il est responsable du recrutement.
Il est promu brigadier-général de l'armée régulière le 18 octobre 1865.
Il part à la retraite avec le grade de colonel en 1869.